# Mârșani
Mârșani là một xã thuộc hạt Dolj, România. Dân số thời điểm năm 2002 là 5300 người.